# Katsuobushi

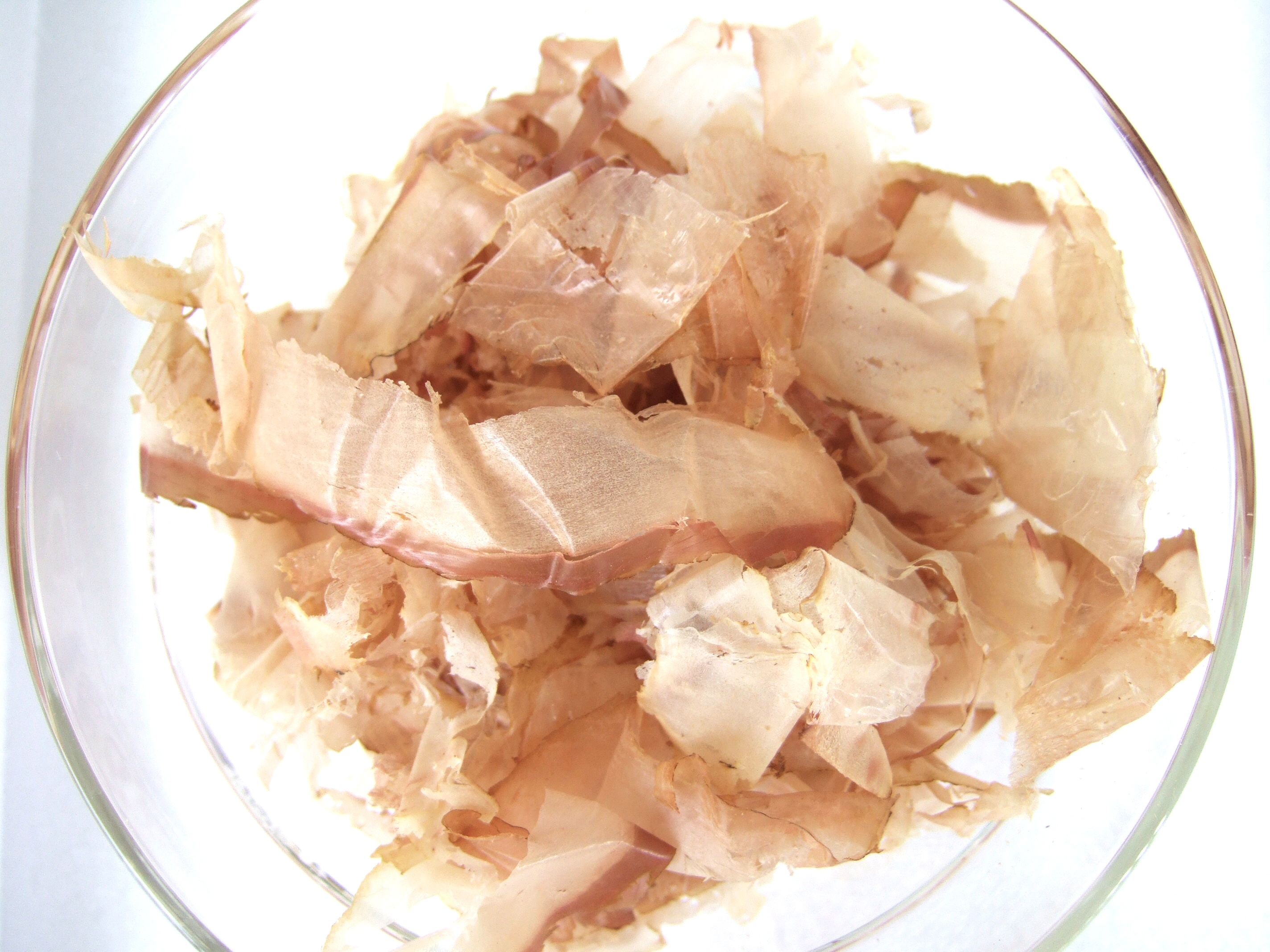
Katsuobushi-Flocken aus einer Packung

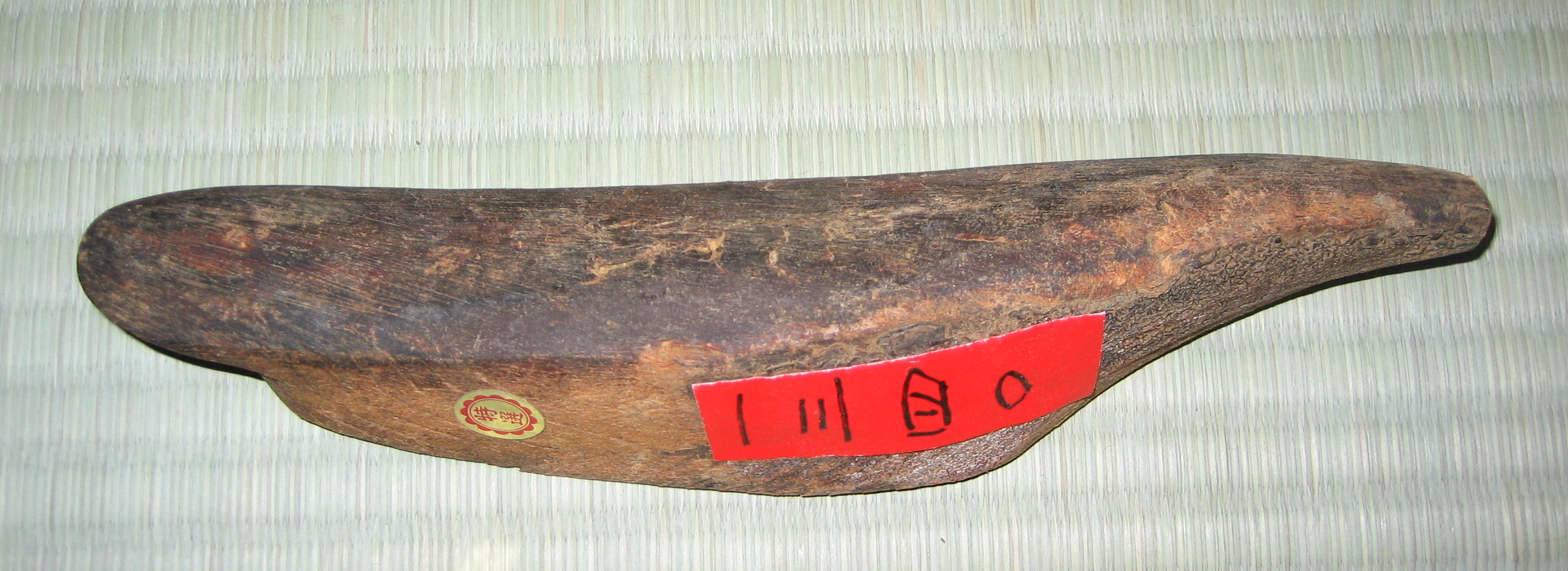
in dieser Form wird Katsuobushi traditionell hergestellt

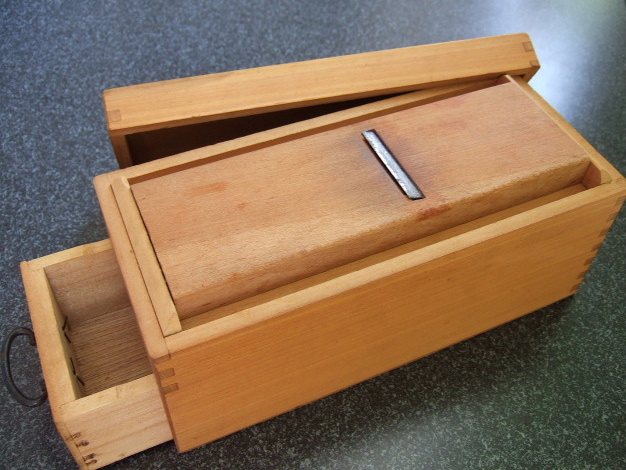
Speisenhobel (Katsuobushi kezuriki) zur Herstellung der Flocken

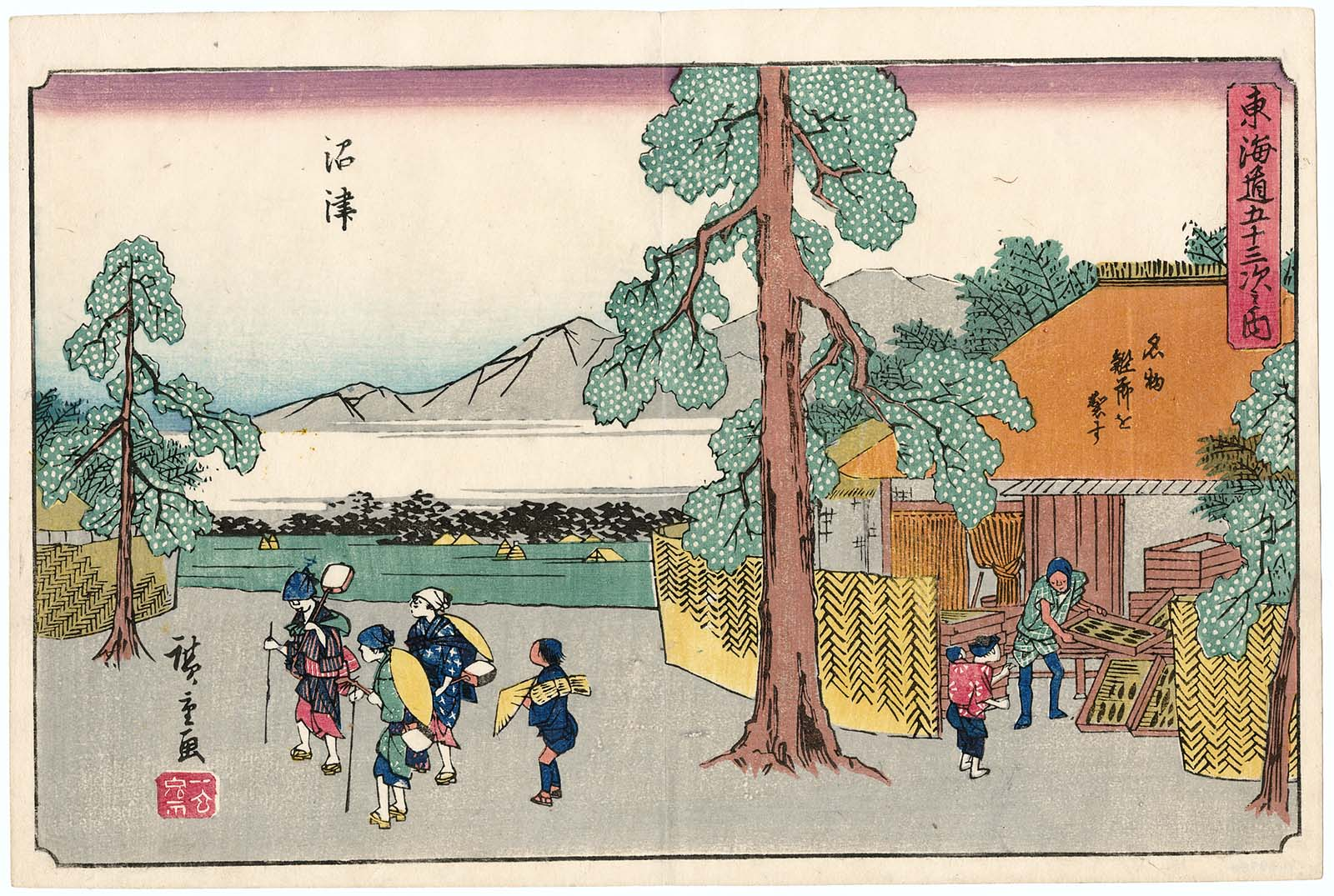
Shop Katsuobushi (Hiroshige)

Katsuobushi (jap. 鰹節), auch Bonitoflocken, ist getrockneter und geräucherter Bonito (Katsuwonus pelamis, eine Fischart aus der Familie der Makrelen und Thunfische) und essentiell für die japanische Küche. Er ist ein Hauptbestandteil des japanischen Suppengrundstocks Dashi. Dazu wird dieses holzartige Produkt mit einer Art umgedrehten Hobel (katsuobushi bako) zu dünnen Flocken verarbeitet, die für kurze Zeit zusammen mit Algenstücken (Kombu) in Wasser gekocht werden, um die Dashi zu gewinnen.
Katsuobushi-Flocken (kezuribushi, 削り節) werden auch direkt zum Würzen von Speisen benutzt und sind ein natürlicher Geschmacksverstärker. Ihr Geschmack des Typs „Umami“ wird hauptsächlich durch Inosinmonophosphat hervorgerufen.

## Herstellung
Der Herstellungsprozess für Katsuobushi wurde um 1675 in Kishu (südöstlich von Osaka) perfektioniert. Der Fisch wird zunächst filetiert, dann etwa 20 Minuten leicht gekocht. Eine Stunde später werden die Gräten entfernt und danach der Bonito bis zu zwei Wochen lang je 6 Stunden am Tag geräuchert und dadurch der Wasseranteil von 70 % auf 25 % reduziert. Der nun arabushi (荒節) genannte Fisch wird noch 2–3 Tage in der Sonne getrocknet und heißt dann hadakabushi. Zu guter Letzt wird er mit Hilfe eines Gießkannenschimmelpilzes (meist Aspergillus repens, aber auch Aspergillus ruber) fermentiert, bis er den holzartigen Endzustand erreicht hat, wobei er ungefähr alle zwei Wochen für einige Zeit in die Sonne gelegt wird, um die Pilzschicht auf der Oberfläche abzutöten.